# غدة بارتولين
غدد بارثولين وتُسمى أيضًا غدة بارتولين أو الغدد الدهليزية الكبيرة (بالإنجليزية: Bartholin's gland)‏ هي زوجٌ من الغدد التي توجد خلف فتحة الـمهبل قليلاً وعلى جانبيها الأيمن والأيسر، وتفرز هاتان الغدتان مخاطًا لترطيب المهبل وهما تنادديتان (أي مماثلتان) للغدد البصلية الإحليلية عند الذكور. وعلى الرغم من هذا، بينما تقع غدد بارثولين في الجيبة العجانية السطحية عند الإناث، تقع الغدد البصلية الإحليلية في الجيبة العجانية العميقة عند الذكور.

## البناء
تنشأ غدد بارثولين من الجيب البولي التناسلي  خلال التطور الجنيني؛ ولذلك فإن تعصيبها يتم عبر العصب الفرجي، بينما يتم ترويتها الدموية عبر الشريان الفرجي الخارجي. أما التصريف اللمفاوي لهذه الغدد فيتم عبر العقد اللمفاوية الأربية السطحية والعقد الحوضية.
تبلغ أبعاد هذه الغدد حجم حبة البازلاء تقريبًا (0.5–1.0 سم)، ويغطيها من الداخل نسيج طلائي عمودي. أما القناة الإفرازية للغدة فيبلغ طولها 1.5–2 سم، وتبطنها خلايا طلائية حرشفية. تقع هذه الغدد مباشرة أسفل اللفافة، وتفرغ قنواتها في مخاطية الدهليز. وتُعد هذه الغدد مفرزة لمادة مخاطية قلوية، وتترتب في فصوص تتكون من حويصلات مبطنة بخلايا طلائية مكعبة أو عمودية. أما القنوات الناقلة للإفراز فتتكون من نسيج طلائي انتقالي، والذي يتحول تدريجيًا إلى نسيج طلائي حرشفي عند دخوله الجزء البعيد من المهبل. أما الأجزاء القريبة من الجهاز القنوي فتبطن غالبًا بنسيج طلائي انتقالي، وقد تبطن أحيانًا بنسيج طلائي عمودي قبل تفرعه إلى العناصر الإفرازية الغدية.
تقع هذه الغدد فوق الغشاء العجاني وأسفل عضلة البلبصلي الإسفنجي، عند النهاية الذيلية للبصلة الدهليزية  عميقًا خلف الشفرين الكبيرين. وتُعزى خطورة النزف أثناء استئصال هذه الغدد إلى الارتباط الوثيق بين النسيج الوعائي الغزير للبصلة الدهليزية وغدد بارثولين.
توجد فتحات غدد بارثولين على الحافة الخلفية لمدخل الفرج بشكل ثنائي، ضمن أخدود بين غشاء البكارة  والشفر الصغير، وتحديدًا في موضعي الساعة الرابعة والثامنة (4:00 و8:00). وتظهر فتحة قناة الغدة على الجانب الخلفي الجانبي للدهليز، على بُعد 3 إلى 4 ملم خارج غشاء البكارة أو الحليمات البكارية، جانبيًا بالنسبة للحلقة البكارية.

## الوظيفة
تفرز غدد بارثولين مخاطًا يساعد على ترطيب المهبل، كما تفرز كمياتٍ دقيقة نسبيًا (قطرة أو قطرتين) من سائل الغدة عندما تكون المرأة مُستثارة جنسيًا. وقد كان يُعتقد في السابق أن هذه القُطَيرات الدقيقة من السائل ذات أهمية لترطيب المهبل، لكن أبحاث ماسترز وجونسون أظهرت أن الترطيب المهبلي يأتي من مكانٍ أعمق بداخل المهبل. إلا أن السائل ربما يساعد على تليين فتحة المهبل الشُفْرِيّة وترطيبها قليلاً، ويجعل التلامس والمخالطة بهذه المنطقة الحساسة مريحًا أكثر بالنسبة للمرأة.

## الأمراض
على الرغم من أنه من غير المعتاد أن تصاب غدد بارثولين بتهيُّج أو بعدوى ينتج عنها شعور بالألم، إلا أن هذا أمر وارد. فإذا حدث انسداد بالقناة، فقد تتكون كيسة بارثولين التي يمكن أن تصاب بدورها بالعدوى وتكون خُراجًا، ونادرًا ما تُصاب الغدة بالسرطانة الغُدِّيَّة، بل إن احتمالية إصابتها بالأورام الحميدة وفرط التنسُّج أكثر ندرة.

## أصل الاسم
أول من وصف غدد بارثولين في القرن السابع عشر هو عالم التشريح الدنماركي كاسبار بارثولين الأصغر (1655–1738). ولكن عزت بعض المصادر عن طريق الخطأ اكتشافه لجده، عالم اللاهوت والتشريح كاسبار بارثولين الأكبر (1585–1629).